# フタマタクワガタ属
フタマタクワガタ属 (フタマタクワガタぞく、Hexarthrius) は昆虫綱甲虫目クワガタムシ科の属の1つ。学術名からへクサトゥリウス属と呼ぶこともある。
学名（属名）の Hexarthrius は、それぞれギリシャ語で「六つの」を意味する接頭辞 hexa- と「関節」を意味する単語 arthron 、そして接尾辞 -ius を組み合わせたもので、「六つの関節のあるもの」の意味である。

## 特徴
雄の体長が最小で50mm以下、最大で110mmを超える種を含み、大型種の多い分類群である。
雄の大アゴ先端が二股になっていることが属和名の由来だが、本属の全ての種がこの特徴を有するということではなく、本属のみに該当する特徴でもない（シカクワガタ属やミヤマクワガタ属なども二股状の大アゴを持つだけではなく、本属以上に先端が開いている種も存在する。）。
シカクワガタ属やノコギリクワガタ属に近縁のグループであり、前者と似通っているフォルスターフタマタクワガタや後者と似通っているビタリスフタマタクワガタなど、形態的にいずれの属に近い種もあるため統一性は低いが、学名の"Hexarthrius"が
"六節"を示す通り、6つの片状節を持つ触角が本属全種に共通する特徴である。（このような触角を持つ分類群は他にも幾つかあるが、どれも姿が大きく異なるため区別は容易い。）更に前述グループには無い特徴として、一部種を除いて多くの種に、頭部にミヤマクワガタ類などに見られる頭盾と呼ばれる突起が、瘤状に発達する傾向が見られる。
雄はとても気性が荒く、強力な大顎で同種、他種を含めて激しく攻撃したり、気が合わないメスを殺してしまう事もあるが、戦闘が長引くのは嫌いらしく、膠着状態になると自ら退散してしまう習性がある上、一度戦意を喪失してしまうとそれがすぐには回復しないなど臆病な面もある（近縁のノコギリクワガタ属やシカクワガタ属にも同様の習性がみられる）。
雌は飼育下では産卵木に産卵し、幼虫もそこで孵化、成長する。但し、本属幼虫は発酵マットでも菌糸ビンでもよく育つ。

## 分布と種類
主に東南アジアに分布し、日本には生息していない。
かつて独立種として記載されたキルヒナーフタマタクワガタ（H. kirchneri）はパリーフタマタクワガタとマンディブラリスフタマタクワガタの自然交雑個体であり、学名はH. p. paradoxusのシノニムとされた。また、アンドレアスフタマタクワガタ（H. andreasi）もパリーフタマタクワガタとリノケロスフタマタクワガタの交雑個体と思われる。
主流に従い、ここはH. andreasiを含む15種としてリストする。
H. parryi パリーフタマタクワガタ
本属の代表的な種、太い大アゴの先端は二股となり、頭部背側に一対の瘤状頭盾が本属の中でもっとも目立つ種でもある。前翅の色から「セアカフタマタクワガタ」とも呼ばれる。
- 原名亜種H. p. parryi
  - インド北東部
- H. p. deyrollei
  - タイ北部・ミャンマー南東部
- H. p. elongatus
  - ボルネオ島
- H. p. paradoxus
  - スマトラ島・マレー半島

H. mandibularis マンディブラリスフタマタクワガタ
大アゴが体長の半分近くにも達する程非常に長く発達しており、本属の最大種。ギラファノコギリクワガタと並ぶ世界最大のクワガタムシの一つである。
- 原名亜種H. m. mandibularis
  - ボルネオ島
- H. m. sumatranus
  - スマトラ島

H. rhinoceros リノケロスフタマタクワガタ
姿はマンディブラリスフタマタクワガタと似ていてその次に大型。頭楯によく発達した突起があり、その特徴からハナダカフタマタクワガタとも呼ばれる。大アゴはH. mandibularisより湾曲し、最大内歯は先端寄りで、生息地の島毎に形態の違う亜種に分かれる。
- 原名亜種H. r. rhinoceros
  - ジャワ島
- H. r. chaudoiri
  - スマトラ島
- H. r. sadaoi
  - パガイ島

H. andreasi アンドレアスフタマタクワガタ
スマトラ島西部。パリーフタマタクワガタとリノケロスフタマタクワガタの交雑個体と思われる。
H. aduncus アドゥンクスフタマタクワガタ
バングラデシュ、ミャンマー。ヒメフタマタクワガタとも呼ばれる。前翅は赤く、大アゴは直線的に伸ばす。
H. davisoni ダビソンフタマタクワガタ
インド南部。上記と下記の種と似ているが内歯の配置は異なる。大アゴは少し弧を描くように湾曲し、光沢があり、両側は角ばる。
H. vitalisi ビタリスフタマタクワガタ
南東アジア北部辺りに分布する。上記の2種と似ているが内歯は少ない。基部内歯は板状、大アゴ先端付近は少し外側へ屈曲する。
H. bowringi ボーリンフタマタクワガタ
大アゴ基部が太く発達している。飼育下の孵化率は低いため、本属の中でもブリードの難しい種とされる。
- H. b. bowringii
  - ヒマラヤ山脈南東部
- H. b. baminorum
  - インド北東部

H. forsteri フォルスターフタマタクワガタ
ワインレッドの様な赤い体色を持ち、顎形状はシカクワガタ属と似ている。
- 原名亜種H. f. forsteri
  - アッサム州周辺。
- H. f. kiyotamii
  - ミャンマー。
- H. f. nyishi
  - インド北東部・メンリン県。

H.howdeni ホーデンフタマタクワガタ
フィリピンに生息する唯一のフタマタクワガタでかつ、体長は大きくても60mmほどの本属最小種。ヒラタクワガタのような形状の顎を持ち、もっともフタマタクワガタらしくない姿で、顎の二叉も痕跡程度に小さい。
H. melchioritis メルキオリティスフタマタクワガタ
ミャンマー北部。オスは暗くやや赤味を帯びる、前翅に光沢がある。
H. mniszechii ムニスゼッチフタマタクワガタ
バングラデシュ・ミャンマー。H. melchioritisより赤味と前翅に光沢は弱い。
H. nigritus ニグリトゥスフタマタクワガタ
タイ。黒一色のパリーフタマタクワガタの様な姿を持つ。
H. buquettii ブケットフタマタクワガタ
ジャワ島。H. nigritusとよく似ているが前胸部両側は直線的。他にも「カニガタフタマタクワガタ」「カドアゴクワガタ」などの和名を持つ。
H. sanuchi サヌチフタマタクワガタ
カンボジア。H. nigritusの様な大アゴと頭楯に加えてパリーフタマタクワガタの様な胴体を持つ。前翅は黄紋や黒一色の変異がある。